# Andy Clarke (Fußballspieler)
Andrew Weston Clarke (* 22. Juli 1967 in Islington) ist ein ehemaliger englischer Fußballspieler.
Der Stürmer begann seine Karriere beim FC Barnet, mit dem er 1991 in die Fourth Division aufstieg. Clarke wechselte jedoch danach zum FC Wimbledon in die First Division (1992 in Premier League umbenannt). Die beste Platzierung, die er mit dem Klub erreichte, war Platz sechs in der Premier-League-Saison 1993/94. Nach sieben Jahren bei Wimbledon wurde Clarke 1998 an den Zweitligisten Port Vale ausgeliehen. 1999 spielte er erst bei Northampton Town, ehe er zum Viertligisten Peterborough United wechselte. Im Jahr 2000 schaffte er mit Peterborough den Aufstieg in die Second Division. Clarke erzielte dabei im entscheidenden Playoff-Spiel gegen Darlington vor 33.000 Zuschauern im Wembley-Stadion das Siegtor. Nach einem positiven Dopingtest im Dezember 2001 wurde er allerdings für einen Monat gesperrt. 2005 beendete Clarke in Peterborough seine Laufbahn.